# Abrotanella trilobata
Abrotanella trilobata là một loài thực vật có hoa trong họ Cúc. Loài này được Swenson mô tả khoa học đầu tiên năm 1995.